# 櫃島

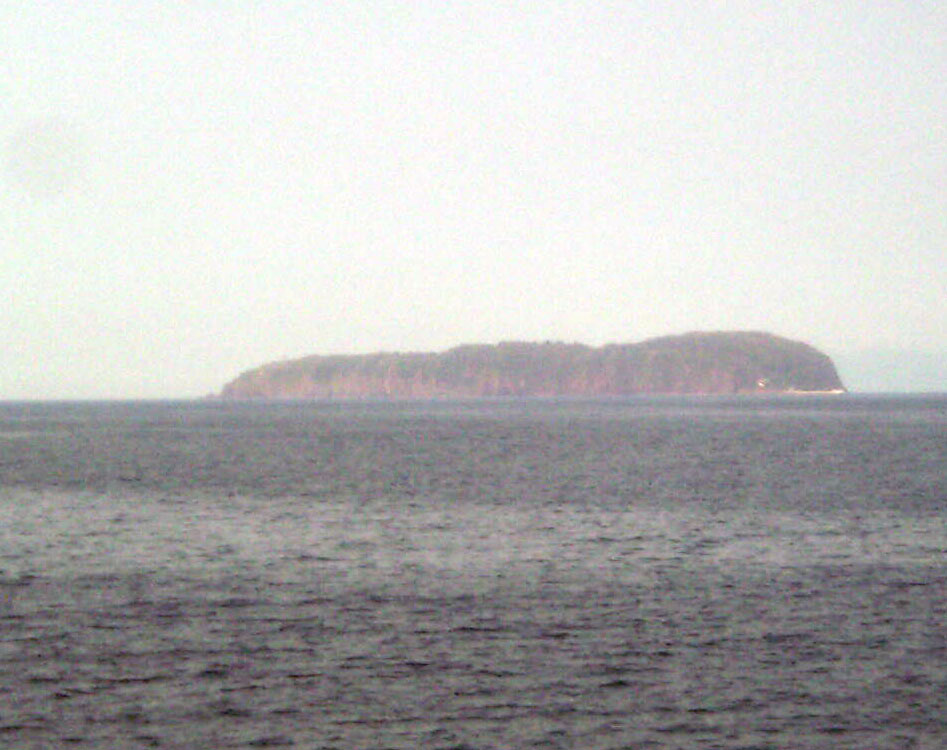
西側より撮影。右端（南側）に小さな港がある（2008年5月18日）

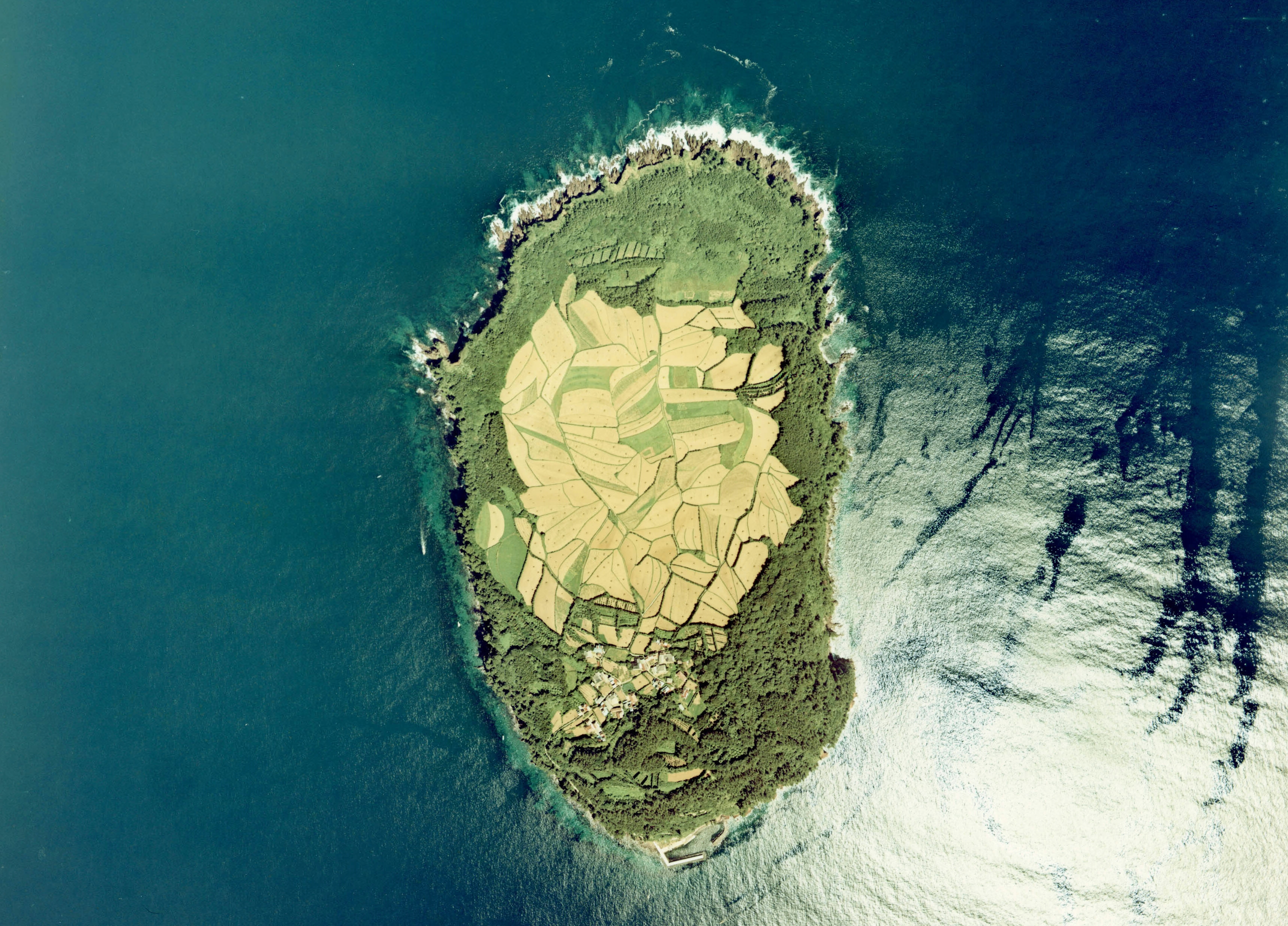
櫃島の空中写真。（1976年撮影）。

櫃島（ひつしま）は、山口県萩市沖の日本海に浮かぶ島。

## 地理・自然
同じ萩市に属する大島から約1.1km北西側に隣接する形で位置している。本土である萩市中心部からは約10.5kmほど北に位置しており、北長門海岸国定公園の区域に指定されている。大島、相島などとともに、かつての「萩六島村」を構成する島のひとつ。ちなみに、その六島の残る三島は尾島、羽島、肥島であり、いずれもすでに無人島となっている。
島は安山岩により形成された溶岩台地である。海岸線は断崖絶壁で港以外の所では上陸はほぼ不可能、崖の上はクロマツで被われ、一部にアカマツや広葉樹等が見られる。標高の最高地点は約90.1mで、内陸に入るとほぼ平坦地で一面葉たばこ畑が広がる。北側の海岸に山口県内で唯一ヒゴタイが自生しており、オリヅルシダの県内北限の自生地となっている。島の中南部にある櫃島八幡宮の境内には市指定天然記念物であるリュウキュウエノキがある。樹高約23m、幹の周囲約6.5mで推定樹齢は約400年、日本最大のリュウキュウエノキといわれている。

## 歴史
地元の伝説では壇ノ浦の戦いで敗れた平家の落人がこの島に流れ着き開島したといわれている。萩市内の大井八幡宮に伝わる古文書に「志都島」と記したものがあり、有人島であることを示す史料はこれが最初である。また同神社の資料では他に阿武郡20郷と並んで農作物、農製品や人役などを献納していたことがうかがえる。江戸時代には島流しの地だったとされている。

## 人口
| 年                        | 世帯数 | 男  | 女   | 合計  |
| ------------------------- | ------ | --- | ---- | ----- |
| 元文5年（1740年）         |        |     |      | 118人 |
| 安政2年（1855年）         | 10世帯 |     |      | 56人  |
| 昭和55年（1980年）        | 10世帯 |     |      | 23人  |
| 平成5年（1993年）         | 9世帯  | 9人 | 11人 | 20人  |
| 平成19年（2007年）        |        |     |      | 10人  |
| 平成21年（2009年）4月1日  | 5世帯  |     |      | 8人   |
| 平成22年（2010年）11月1日 | 5世帯  | 2人 | 5人  | 7人   |
| 平成24年（2014年）4月1日  |        |     |      | 3人   |
| 令和6年（2024年）4月1日   | 1世帯  |     |      | 2人   |

## 生活
現在の人口はわずか2人で、完全な無人島になるのも間近いとされている。大島と同様、古くからの葉たばこの産地で、今も島の大部分は葉たばこ畑である。漁業はかつて行われていたがふるわず途絶えてしまった。
現在の住民は、葉たばこ生産に携わりつつ本土側にも家を確保しており、自家用船で両方を行き来する生活をしている。完全に定住する住民がいなくなった結果、島内には旅館や民宿等の宿泊施設はおろか、病院や学校等の公共施設も存在しない。水道は井戸水を使用している。

## 名所・史跡・観光地
- 櫃島八幡宮
- 櫃島八幡宮のリュウキュウエノキ
- 北海岸に自生するヒゴタイ

## アクセス
定期船は就航されていない。従って来訪する場合は個人の船をチャーターし島の南岸にある櫃島港へ向かうことになる。